# Averostra
De Averostra zijn een groep theropode dinosauriërs, behorend tot de Neotheropoda.
In 2002 wilde Gregory S. Paul een aparte naam geven aan de klade van theropoden die afstamden van de eerste soort die de apomorfie, unieke afgeleide eigenschap, toonde van het bezit van een fenestra promaxillaris, een extra opening in de voorste zijkant van het bovenkaaksbeen. Wegens de inherente vaagheid van dergelijke concepten probeerde Paul een zo strikt mogelijke definitie te geven. Om te beginnen moest het gaan om Avepoda. Op de tweede plaats was niet ieder gaatje voldoende: het moest een echte fenestra promaxillaris betreffen, een die uitkwam in een holte in het bot. De laatste voorwaarde was dat deze klade de Dromaeosauridae moest bevatten. Mochten er in feite twee takken zijn geweest welke onafhankelijk van elkaar deze eigenschap hadden ontwikkeld, mocht dus alleen de tak met de dromaeosauriden erin deze naam hebben. De naam was een combinatie van het Latijnse avis, "vogel", en rostrum, "snuit". Het begrip was namelijk ontwikkeld in het kader van een analyse van de afkomst van de vogels. Dit verklaart ook de keuze voor de Dromaeosauridae: deze zijn ten nauwste aan de vogels verwant, volgens Paul zijn zij zelfs vogels.
Het begrip werd eerst niet erg populair. Het is namelijk lastig vast te stellen welke theropode nu precies als eerste het kenmerk toonde. Paul dacht in 2002 dat die ergens basaal in de Neotheropoda sensu Padian gestaan moest hebben maar latere ontdekkingen wezen uit dat de ontwikkeling van het gat weleens veel ouder zou kunnen zijn geweest. Op zich echter zou het wel nuttig zijn een begrip te hebben voor een diep splitsingspunt in de Neotheropoda sensus Sereno, namelijk dat waarvan zowel de Neoceratosauria als de Tetanurae afstammen. Beide groepen hebben een fenestra promaxillaris. Zo'n begrip zou identiek zijn aan Neotheropoda sensu Padian maar dat wordt zelden in deze betekenis gebruikt. Om die reden grepen Martin Ezcurra en Gilles Cuny op Pauls naam terug toen ze in 2007 de Averostra herdefinieerden als de groep bestaande uit de laatste gemeenschappelijke voorouder van Ceratosaurus nasicornis en Allosaurus fragilis; en al zijn afstammelingen.
De Averostra ontstonden wellicht in het vroege Jura, hoewel Notatesseraeraptor nog net in het Trias leefde. Nog levende Averostra zijn de vogels.